# NGC 4679
NGC 4679 este o emission-line galaxy⁠(d) situată în constelația Centaurul. A fost descoperită în 22 aprilie 1835 de către John Herschel. Se află la o distanță de 57,28 de megaparseci de Pământ.